# Cinsault

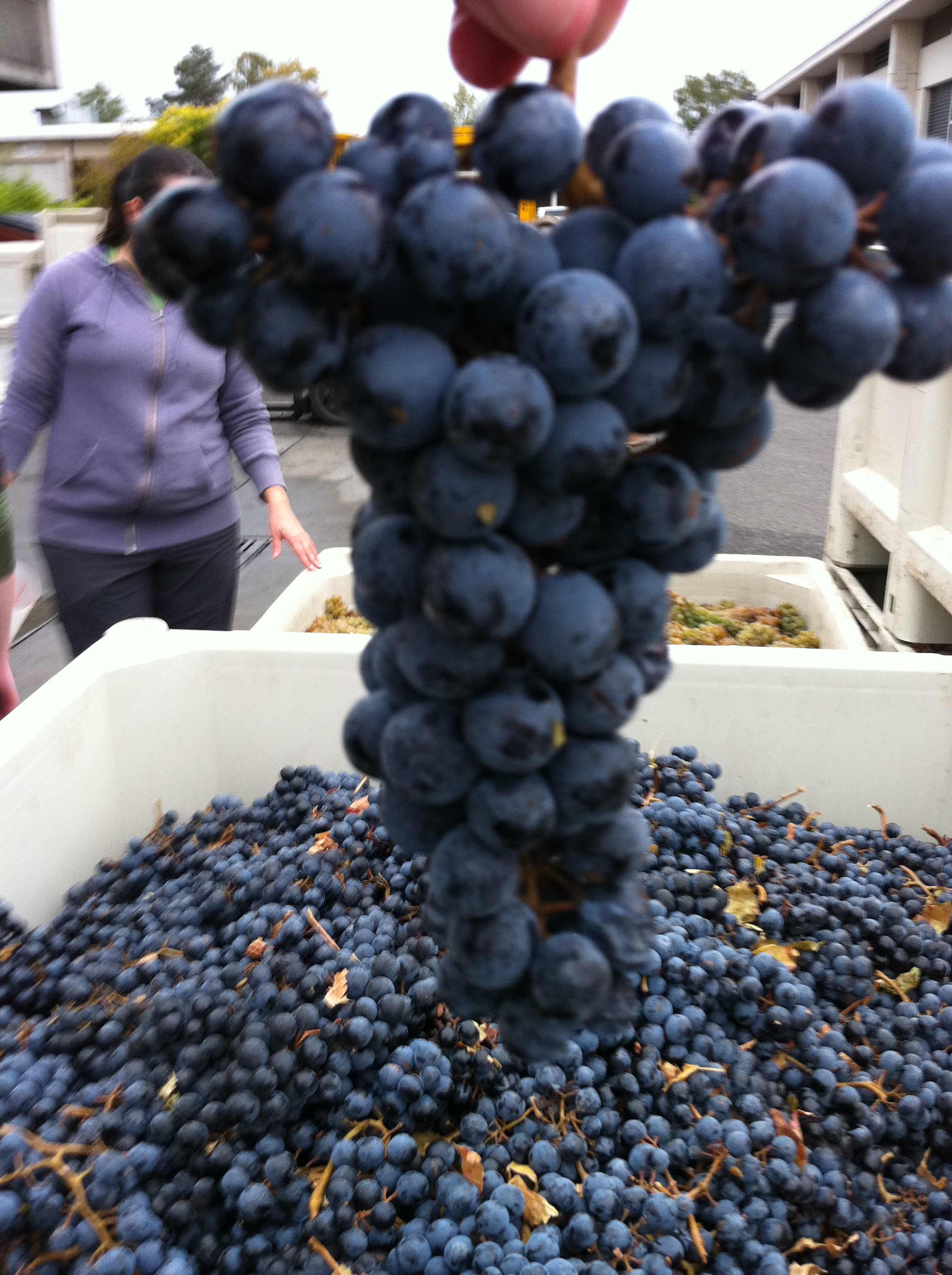
Cinsaultdruif

Cinsault is een traditionele mediterrane blauwe druivensoort. 
De druif is bekend geworden door de kruising met de Pinot noir, waar de Pinotage uit voort is gekomen. Er bestaan veel synoniemen voor de Cinsault-druif.

## Kenmerken
Cinsault is een vroeg rijpende druif, die een hoog rendement kan opleveren. Het is een druif die zich uitermate goed leent om machinaal te oogsten. Doordat de druif resistent is tegen botrytis, samen met zijn hoge opbrengst per hectare werd deze druif in de jaren tachtig van de 20ste eeuw veelal aangeplant als vervanger van de Aramon Noir. Tegenwoordig is de druif echter weer minder populair aan het worden. Dit betekent dat veel Cinsault wordt gerooid voor een ras als de Syrah.
De druif heeft weinig tannines, en een mooie zuurgraad. In een wijn geeft de Cinsault amandel, framboos en noten als bouquet.

## Gebruik

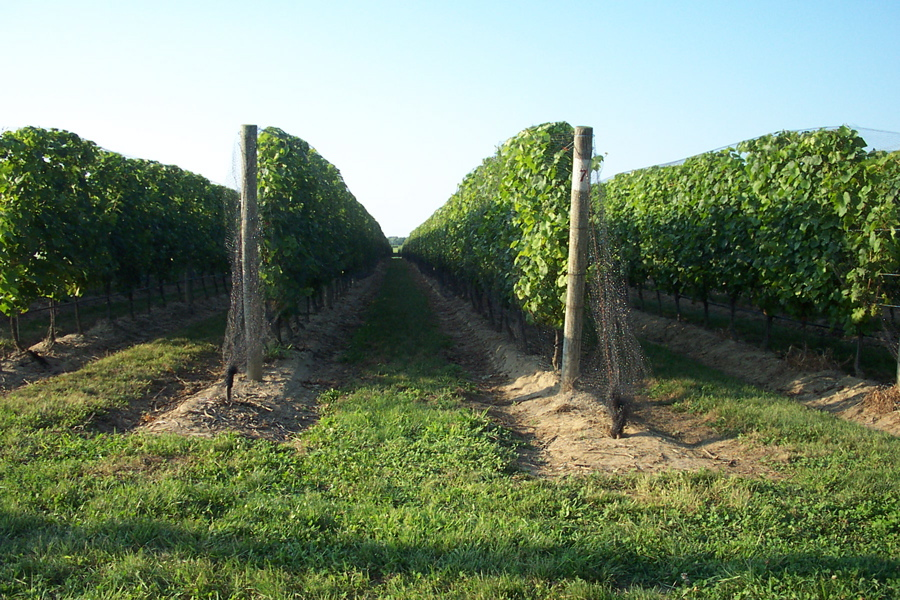
Sterk teruggesnoeide wijnstokken

De druif wordt veel gebruikt in roséwijn waar hij zich uitstekend voor leent door zijn, voor een blauwe druif ongewoon, weinig pigment. Als cépage voor rode wijn wordt zij weinig gebruikt. Hier wordt de druif gebruikt als goede tegenhanger van de Grenache noir, de Carignan en de Syrah. Hoe meer de plant wordt teruggesnoeid hoe hoger de kwaliteit wordt.

## Gebieden
De druif komt vooral in gebieden met een warm klimaat voor. Was de bakermat van de druif Languedoc-Roussillon en de Rhône, tegenwoordig vindt men de druif overal in wereld waar wijnbouw mogelijk is. Gebieden waar hij op grote schaal wordt verbouwd zijn; Spanje, Californië, Zuid-Afrika, Marokko, Italië, Australië en zelfs in Libanon.

## Synoniemen[1]
- Black Malvoisie
- Black Prince
- Blue Imperial
- Boudales
- Bourdales
- Bourdales Kek
- Bourdelas
- Budales
- Calabre
- Cincout
- Cing-Saou
- Cinq-Sao
- Cinq-Saou
- Cinq-Saut
- Cinqsaut
- Cinquien
- Cinsanet
- Cinsaut Couche
- Cubilier
- Cubillier
- Cuviller
- Cuvillier
- Espagne
- Espagnen
- Espagnin Noir

- Espagnol
- Froutignan
- Grappu del a Dordogne
- Gros de Lacaze
- Gros Marocain
- Hermitage
- Imperial Blue
- Kara
- Kara Takopoulo
- Madiran
- Madiran du Portugal
- Malaga
- Malaga Kek
- Malvoise
- Marocain
- Marroquin
- Marroquin
- Maurange
- Mavro Kara
- Mavro Kara Melkii
- Milhau
- Milhaud du Pradel
- Morterille
- Morterille Noire
- Moustardier Noir

- Navarro
- Negru de Sarichioi
- Oeillade
- Oeillade Noir
- Ottavianello
- Ottaviano
- Ottavianuccia
- Ottavinello
- Pampous
- Papadou
- Paserille
- Passerille Senso
- Pedaire
- Petaire
- Picardin
- Picardin Noir
- Piede di Colombo
- Piede di Palumbo
- Piede Rosso
- Piquepoul
- Piquepoul d'Uzes
- Pis de Chevre
- Pis de Chevre Rouge
- Plant d'Arles Boudales
- Plant d'Arles

- Plant de Broqui
- Plant de Broquies
- Poupe de Crabe
- Poupo de Crabe
- Poupo de Crabo
- Pousse de Chevre
- Pousse de Chevre Rouge
- Prunaley
- Prunelard
- Prunelas
- Prunella
- Prunellas
- Prunellas Noir
- Salerne
- Samson
- Senso
- Sensu
- Sinso
- Strum
- Takopulo Kara
- Ulliade
- Ulliaou
- West'White Prolific